# Bierhügel
Der Bierhügel ist ein denkmalgeschützter Grabhügel in Salzmünde, einer Ortschaft der Gemeinde Salzatal in Sachsen-Anhalt. Im örtlichen Denkmalverzeichnis ist der Friedhof unter der Erfassungsnummer 094 55134 als Denkmalbereich verzeichnet.

## Allgemeines
Der Bierhügel befindet sich an der Straße der Einheit in Salzmünde. Gemäß alten Ortsüberlieferungen ist er eine mittelalterliche Gerichtsstätte. Laut einer Infotafel des Landesamtes für Archäologie reicht die Geschichte des Hügels noch viel weiter. Es soll sich um einen prähistorischen Grabhügel aus der Jungsteinzeit handeln. Er ist zwei Meter hoch und in Nord-Süd-Richtung zwölf Meter und in Ost-West-Richtung achtzehn Meter breit, das ergibt eine Fläche von 210 Quadratmetern. Auf dem Hügel befindet sich der Gedenkstein Elisabeth von Thüringen.

## Benennung
Die Benennung des Grabhügels ist auf die Sage von Elisabeth von Thüringen zurückzuführen.
Im Jahr 1222 machte sich die 15-jährige Elisabeth von Thüringen alleine auf dem Weg von der Burg Landsberg nach Eisenach, wobei sie in der Hüneburg übernachtete. Nach der Huldigung der Dorfbewohner der umliegenden Dörfer erließ sie diesen den Zehnt. Als einzige Gegenleistung verlangte sie den Ausschank von „sieben Ring Eimer Bier“ zu Christi Himmelfahrt. Im 19. Jahrhundert vermutete Friedrich Boltze, der Bruder von Johann Gottfried Boltze, dass damit ein Fass mit sieben Eisenringen gemeint gewesen sei.
Es gilt zwar als unwahrscheinlich, dass Elisabeth den Bierausschank förderte. Es gibt Hinweise, dass es einen Kontrakt gegeben haben muss, der ein Tauschgeschäft zwischen einer Zehntbefreiung und Freibier beinhaltete.
Seither wird jedes Jahr zu Ehren Elisabeths zu Herrentag ein Fest gefeiert, mit einem Fass Freibier.